# La Richardais
La Richardais (tiếng Breton: Kerricharzh-an-Arvor) là một xã của tỉnh Ille-et-Vilaine, thuộc vùng Bretagne, miền tây bắc nước Pháp.

## Dân số
Người dân ở La Richardais được gọi là Richardaisiens.
| 1881                                            | 1911 | 1936 | 1962 | 1968 | 1975 | 1982 | 1990 | 1999 |
| ----------------------------------------------- | ---- | ---- | ---- | ---- | ---- | ---- | ---- | ---- |
| 946                                             | 882  | 829  | 950  | 972  | 1222 | 1381 | 1801 | 2120 |
| Starting in 1962: Population without duplicates |      |      |      |      |      |      |      |      |